# پاری بنگلا
پاری بنگلا (به انگلیسی: Parri Bangla) یک منطقهٔ مسکونی در پاکستان است که در گلگت واقع شده‌است. پاری بنگلا ۶٬۵۰۰ نفر جمعیت دارد و ۱۵۰ متر بالاتر از سطح دریا واقع شده‌است.